# Gunnar Mascoll Silfverstolpe

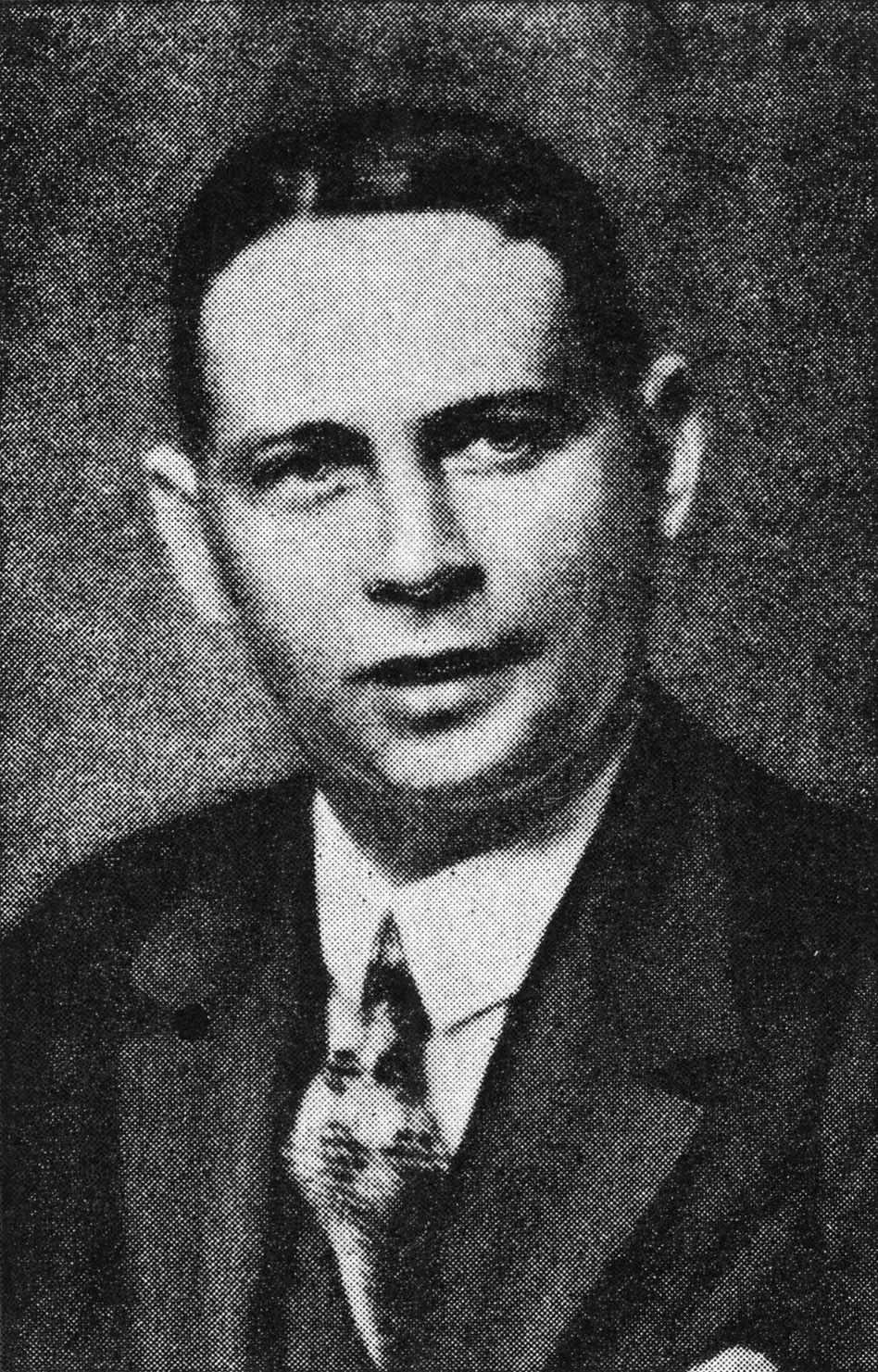
Gunnar Mascoll Silfverstolpe (wohl 1920)

Oscar Gunnar Mascoll Silfverstolpe (* 21. Januar 1893 in Ryttern, Västmanland; † 26. Juni 1942 in Stockholm) war ein schwedischer Dichter.

## Leben
Nach dem Studium an der Universität Uppsala war er als Literatur- und Kunstkritiker und Museumsdirektor tätig. 1919 veröffentlichte er seine erste Gedichtsammlung Arvet (Das Erbe). Im Lauf seines Lebens gab er noch vier weitere Sammlungen heraus. Seine in traditioneller Art und Weise geschriebenen Gedichte handeln von der Heimat, der Kindheit und der schwedischen Kultur. Seine adlige Herkunft ist in vielen Gedichten spürbar. Silfverstolpes Gedichte spiegeln eine hochbürgerliche Kultur, die nach dem Zweiten Weltkrieg weitgehend untergegangen ist. Die sprachliche Vollendung seiner Gedichte spricht aber auch heute noch an. Silfverstolpe wird mit seinen zeitgenössischen Kollegen Karl Asplund und Sten Selander oft als De borgerliga intimisterna (ungefähr: Die bürgerlichen intimen Dichter) bezeichnet. 1941 wurde Gunnar Mascoll Silfverstolpe zum Mitglied der Schwedischen Akademie gewählt.